# Giant Robot (serie televisiva)
Giant Robot (ジャイアントロボ?, Jaianto Robo), è una serie televisiva tokusatsu creata da Mitsuteru Yokoyama, tratta dal manga omonimo.

## Trama
La Terra è sotto attacco da parte di un gruppo di terroristi interstellari (sia umani che alieni) chiamati "Grande Fuoco" ("Gargoyle Gang" nella versione inglese). Il gruppo è comandato dall'imperatore alieno Guillotine, un alieno dalla pelle blu di aspetto simile al Lovecraftiano Cthulhu, che invia i propri ordini da una colorata astronave nascosta sul fondo di un oceano (presumibilmente il Pacifico). La strategia di attacco della Gang consiste nel rapire scienziati terrestri e costringerli a realizzare mostri giganti con cui poi seminare distruzione.
I protagonisti, un ragazzo di nome Daisaku Kusama (Johnny Sokko nella versione inglese), e un giovane chiamato Jūrō Minami (Jerry Mano), naufragano su un'isola dopo che un mostro della Gang, Dracolon, ha attaccato la nave su cui si trovavano. Qui vengono catturati dalla Gang e condotti in una base segreta. Riescono però a fuggire, e durante la fuga si trovano per caso in un grande complesso dove si sta costruendo un robot gigante che viene da loro ribattezzato "Giant Robot".
Una serie di eventi, e l'aiuto di uno degli scienziati prigionieri della Gang, fa sì che il robot gigante venga attivato e programmato a obbedire a Daisaku/Johnny, che viene anche reclutato da Jūrō/Jerry nell'organizzazione segreta Unicorn, la cui missione è difendere la Terra dagli invasori.
Il robot risulta essere capace di volare (e infatti spesso viene chiamato anche "Flying Robot") e dotato di una quantità di armi, nella tradizione mecha giapponese, come raggi di energia emessi dagli occhi, missili che possono essere lanciati dalle dita, e via dicendo. Giant Robot si oppone quindi ai mostri della Gang sconfiggendoli sistematicamente; lo stesso Dracolon viene affrontato e sconfitto nell'episodio 11.
La serie si chiude con l'epico scontro finale fra Giant Robot e l'Imperatore Guillotine, che per affrontare il suo nemico si trasforma a sua volta in un mostro gigante.

## Produzione
Il tema è simile a quello della serie più famosa di Yokoyama Super Robot 28, ma con una maggiore presenza di elementi fantastici.

## Trasmissione
La serie tokusatsu originale, prodotta da Toei Company e composta da 26 episodi, andò in onda sulla rete giapponese NET (poi TV Asahi) fra il 1967 e il 1968. La serie fu doppiata in inglese e trasmessa negli Stati Uniti col titolo Johnny Sokko And His Flying Robot.

## Episodi (titoli versione inglese)
1. Dracolon, The Great Sea Monster
2. Nucleon, The Magic Globe
3. The Gargoyle Vine - A Space Plant
4. Monster Ligon-Tyrox, A Strange Monster
5. The Gigantic Claw
6. Dragon, The Ninja Monster
7. Our Enemy - Scalion
8. The Challenge of the Two-Headed Monster
9. Tentaclon - An Electric Monster
10. The Transformed Humans
11. The Terrifying Sand Creature
12. Amberon The Synthetic Monster
13. Opticon Must Be Destroyed
14. The Monstrous Flying Jawbone
15. Igganog - The Ice-Berg Monster
16. Torozon - An Enemy Robot
17. Destroy the Dam
18. X-7, A Mysterious Enemy Agent
19. "Metron" - The Mysterious Space-Man
20. Beware - The Radion Globe
21. The Terrifying Space Mummy
22. Clash of the Giant Robots
23. "Dr, Eingali - Master of Evil"
24. "Hydrazona" - A Terrifying Bacteria
25. "Drakulon" - Creature of Doom
26. The Last of Emperor Guillotine

## Remake
La serie televisiva è stata rifatta in versione anime fra il 1992 e il 1998 con il titolo di Giant Robot - Il giorno in cui la Terra si fermò (ジャイアントロボ THE ANIMATION-地球が静止する日?, Jaianto Robo - The Animation - Chikyū ga seishi suru hi), come Original Anime Video di 7 episodi.

## Riferimenti nella cultura di massa
- Il chitarrista Buckethead è un fan di Giant Robot e la sua discografia contiene numerosi riferimenti alla serie. Il suo album di debutto Bucketheadland, ad esempio, contiene i brani Giant Robot Theme, Enter Guillatine e Giant Robot Vs. Guillatine, nonché clip audio tratti dalla versione inglese della serie.